# Linđo

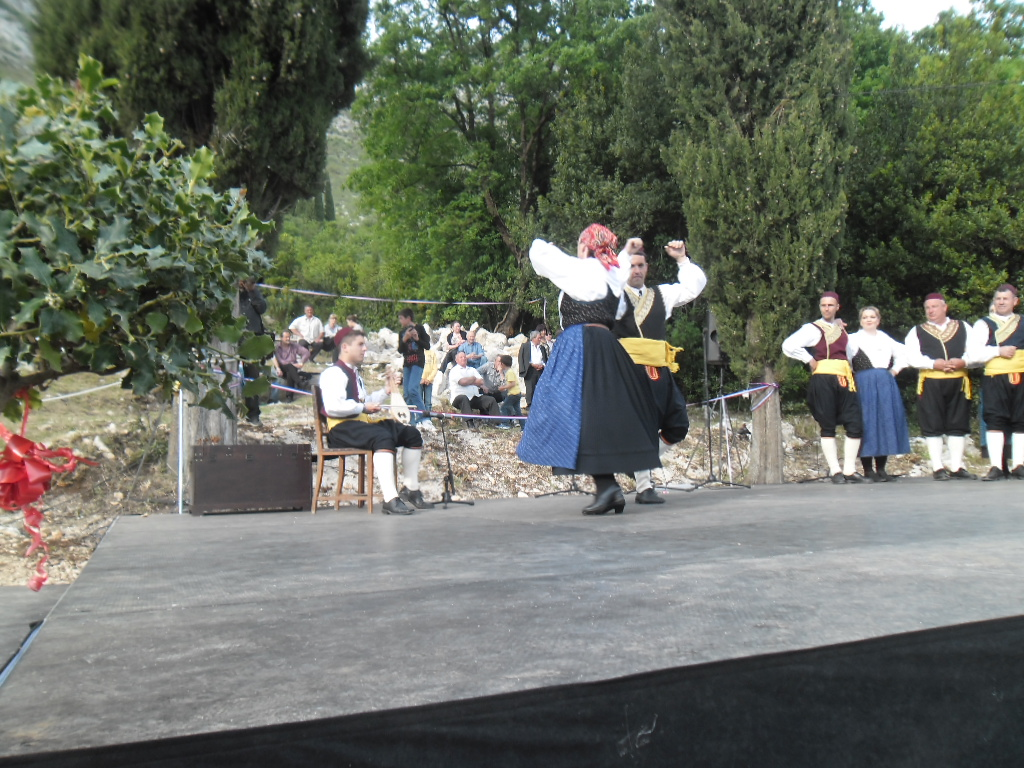
Linđo

Linđo, äldre benämning Dubrovnisk hoppdans (Dubrovačka poskočica), är en kroatisk folkdans från Dubrovnik och Dubrovnikområdet i sydligaste Kroatien. Dansen utförs till ackompanjemanget av instrumentet lijerica. Linđo framförs främst i Dubrovnik och vid kustområdena kring staden, i Konavle, Pelješac och på öarna Mljet och Lastovo. 
Den traditionella dansen hålls idag vid liv av Folkloreensemblen Linđo (Folklorni ansambl Linđo) som uppträder i Kroatien och utomlands. 2013 upptogs dansen i Guinness Rekordbok sedan 274 dansare utfört Linđo på Dubrovniks huvudgata Stradun.

## Utförande
Då dansen framförs är dansmästaren sittande med lijerican i vänster knä. Dansmästaren stampar med sin högra fot och slår på så vis fast takten för dansen. Dansarna rör sig i en cirkel kring dansmästaren som ger dansarna kommandon. Dessa kommandon är ofta på rim och har en humoristisk och ibland tvetydig karaktär. Dansmästaren bestämmer även vem som ska dansa med vem och kan uppmuntra dansarna till att tävla i improvisationer.